# Parmenopsis
Parmenopsis — род жуков-усачей из подсемейства ламиин.

## Описание
Четвёртый членик усиков длинный, примерно такой же длины, как и третий, оба эти членика заметно длиннее первого или пятого членика. Надкрылья с чёрной волосяной щёткой позади середины.

## Систематика
В составе рода:
- Parmenopsis caucasica Leder, 1879